# Radikal 65
Radikal 65 mit der Bedeutung „Zweig“ ist eines von 34 traditionellen Radikalen der chinesischen Schrift, die aus vier Strichen bestehen.
Mit 2 Zeichenverbindungen in Mathews’ Chinese-English Dictionary kommt es nur sehr selten im Lexikon vor. Neuere Zeichen und Wörterbücher haben das Radikal 支 abgeschafft. 
Es gibt weitere Radikalzeichen, die diesem Zeichen ähnlich sehen. 
Heute dient dieses Radikal eigentlich nur noch als Lautträger in zusammengesetzten Zeichen wie in 枝 (= Ast), 吱 (= knarren), 肢 (= Gliedmaßen).
Im Siegelschriftzeichen  ist oben ein Ast zu erkennen, der unten von einer Hand (又) gehalten wird: 

## Schriftzeichenverbindungen, die vom Radikal 65 regiert werden
| Striche | Zeichen |
| ------- | ------- |
| +0      | 支      |
| +05     | 攱      |
| +08     | 攲      |
| +12     | 攳      |

 Im Unicodeblock Kangxi-Radikale ist das Radikal 65 unter der Codepointnummer 12.096 (U+2F40) codiert.